# O Que É Que A Baiana Tem?
O Que É Que A Baiana Tem? (in italiano "Cos'ha la donna di Bahia?") è una canzone composta da Dorival Caymmi nel 1939 e registrata da Carmen Miranda.
La canzone è stata immortalata nella voce dell'artista brasiliana Carmen Miranda, che ha interpretato questo samba nel film Banana da Terra (1939), diretto da Ruy Costa. Oltre al film Banana da Terra, O Que É Que A Baiana Tem? è stata presentata da Miranda nel musical The Streets of Paris di Broadway tra il 1939 e il 1940, e nel film Samba d'amore (1944).

## Riferimenti culturali
Fin dall'inizio della sua carriera, Dorival Caymmi ha impregnato musicalmente il suo paese di un'identità ritmica e romantica che andava bene con la geografia seducente del Brasile e alle donne in bikini. La sua prima e immediatamente popolare canzone, scritta a 16 anni, è stata O Que É Que a Baiana Tem? Quella canzone divenne il primo successo di Carmen Miranda, i cui arti ben esposti, cappelli stravaganti e voce esuberante la resero una sensazione globale conosciuta come The Brazilian Bombshell. Nel 1996, la pubblicazione News From Brazil ha detto che il signor Caymmi ha insegnato alla signora Miranda a muovere le braccia e le mani con la musica, cosa che è diventata il suo marchio di fabbrica.
In linea con il testo della canzone, Carmen interpreta O Que É Que a Baiana Tem? indossando il costume della baiana, termine che letteralmente significa una donna del nord-est dello stato di Bahia, ma più specificamente si riferisce alla donna afro-brasiliana che fin dall'epoca coloniale ha venduto cibo per le strade di Salvador a Bahia e a Rio de Janeiro, e alle sacerdotesse della religione afro-brasiliana Candomblé. Carmen, che aveva lavorato come apprendista cappelliere ed era un'abile sarta, stilizzò lei stessa il costume, aggiungendo al suo turbante paillettes e un piccolo cesto di frutta finta, in un accenno giocoso ai cesti di prodotti che i venditori ambulanti della baiana portavano in testa. Questa versione stilizzata del costume da baiana, con una camicetta accorciata che esponeva il suo ombelico, una gonna a figura avvolgente, sbiecciata e lunga (evitando le tradizionali baiane più rispettabili, camicetta di pizzo bianco e sottogonne a cerchio), e soprattutto un turbante riccamente decorato, sarebbe diventato il marchio iconico di Carmen per il pubblico internazionale. I costumi creati per i suoi primi ruoli hollywoodiani, come quelli che indossava a Broadway e nei locali notturni negli Stati Uniti, avrebbero incorporato gli stessi elementi chiave.

## Lascito
Nel 2009 la registrazione è stata selezionata per la conservazione nella Biblioteca del Congresso. La musica ha contribuito a introdurre il ritmo samba, come Carmen Miranda al pubblico americano.
Daniela Mercury canta questa canzone sul suo album Canibália del 2009, che include un campione della registrazione originale di Miranda.